# Dreifaltigkeitskirche (Graz)
Die Dreifaltigkeitskirche ist eine römisch-katholische Kirche im ersten Grazer Gemeindebezirk Innere Stadt. Sie liegt zwischen dem Schloßbergplatz und dem Murkai in der Sackstraße.

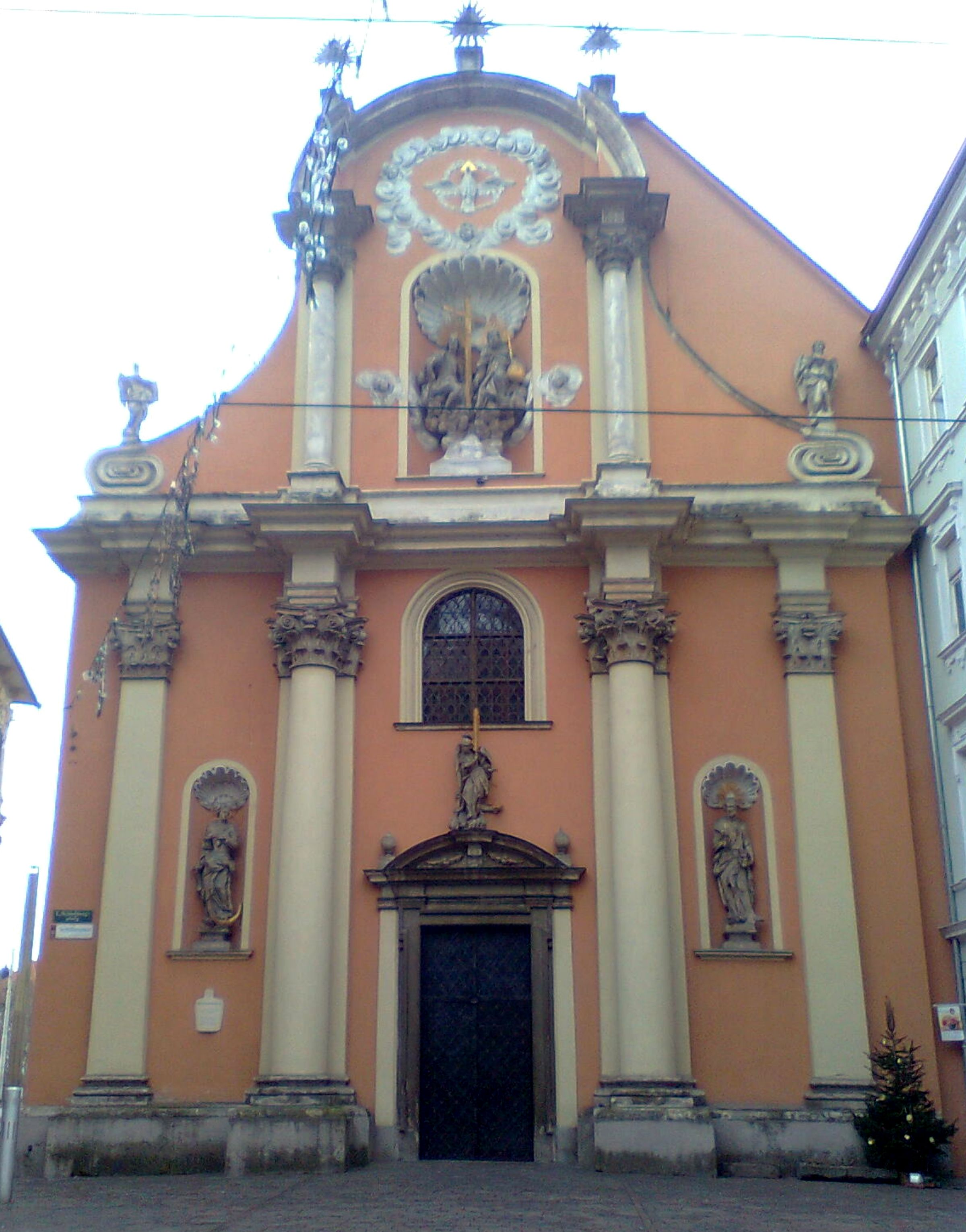
Frontfassade der Dreifaltigkeitskirche vor der Restaurierung 2018.

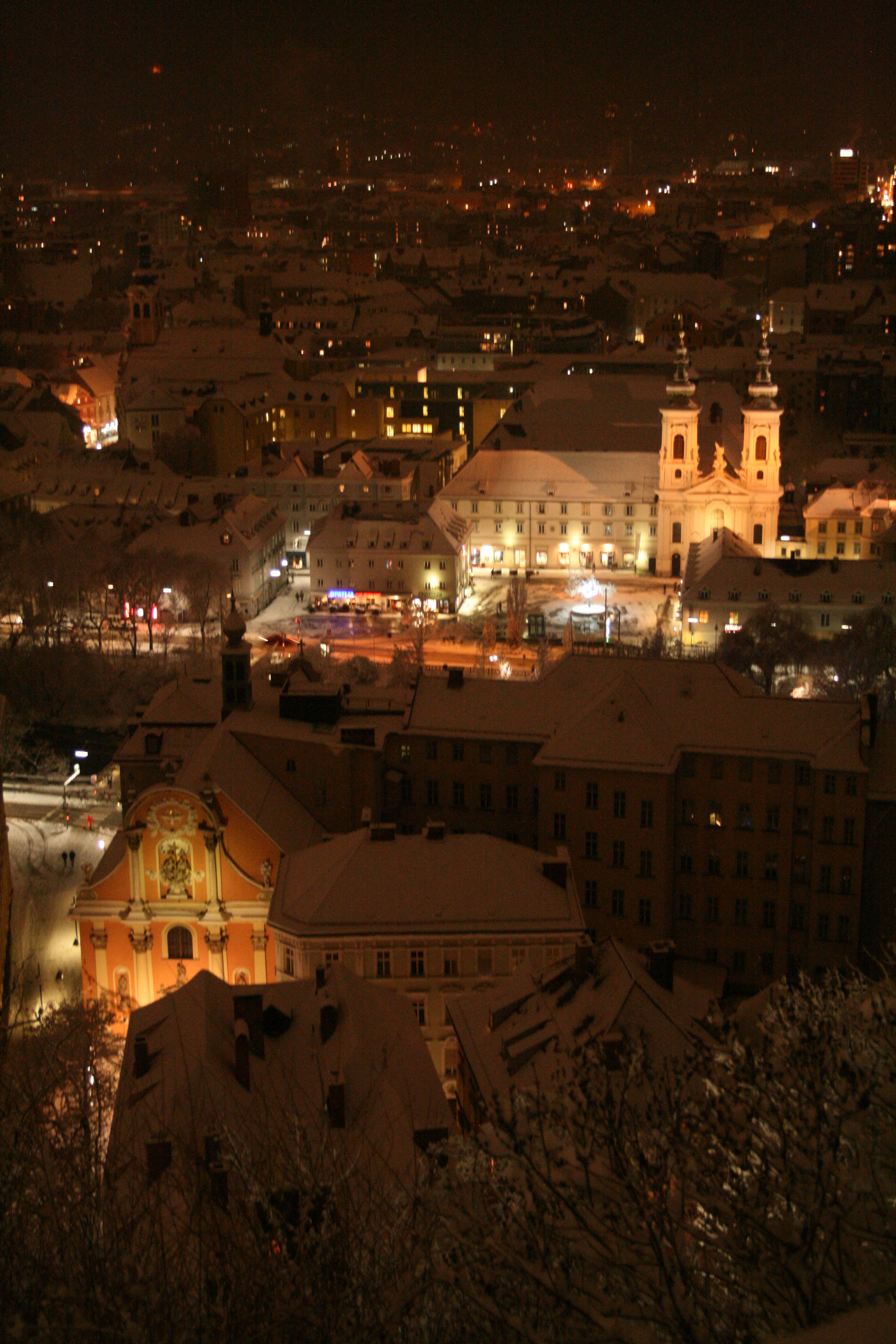
Blick vom Uhrturm auf die Dreifaltigkeitskirche, im Hintergrund die Mariahilferkirche auf der anderen Seite der Mur

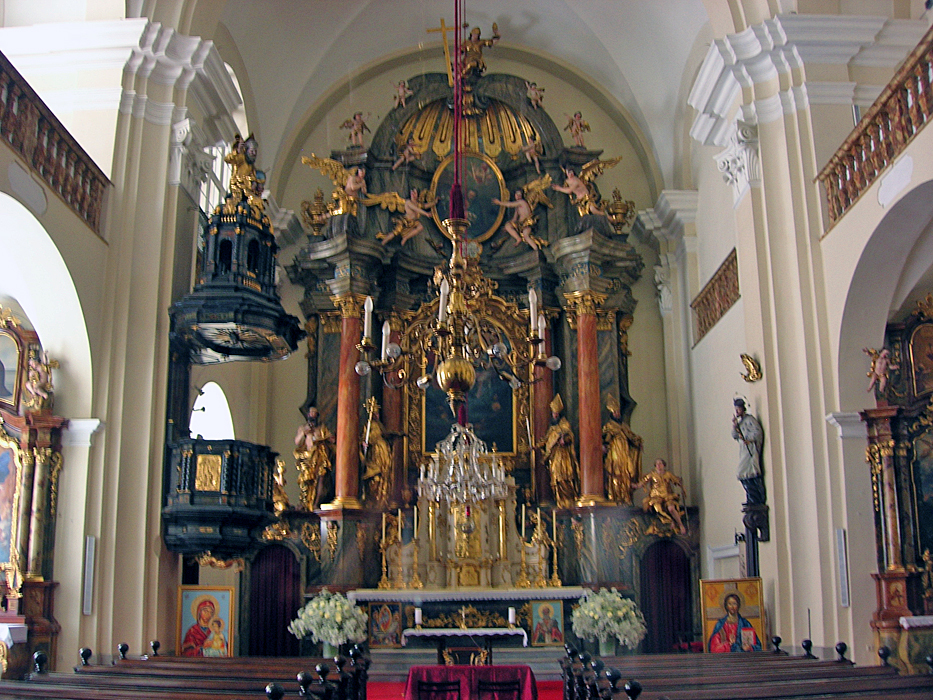
Altarraum

An die Kirche sind im Nordwesten ein Klostergebäude (auf dem Gelände des ehemaligen Ursulinenklosters) und ein Schulgebäude (heute Schwester Klara Fietz Volksschule) der Grazer Schulschwestern  angeschlossen.

## Geschichte
Der Bau der ursprünglich Ursulinenkirche genannten Kirche wurde von 1694 bis 1704 durch Bartholomäus Ebner für den Schwesternorden der Ursulinen errichtet. Die Klostergründung wurde 1686 durch Kaiser Leopold I. genehmigt. Am Standort, wo heute die Dreifaltigkeitskirche steht, befand sich früher der ehemalige Stadtgraben. Für den Klosterkomplex wurden zwischen 1687 und 1694 fünf Häuser des zweiten Sacks angekauft und abgerissen. Nach der Errichtung einer Totenkapelle (1694/95) kam es 1696 zur Grundsteinlegung. Die Pläne für den Bau Ursulinenklosters, der von 1700 bis 1722 andauerte, stammten von Anton Leithner. Die Weihe des Sakralbaus fand 1704 statt und wurde von Fürstbischof Franz Anton Adolph von Wagensperg durchgeführt.
Das Kloster der Ursulinen blieb zur Zeit der Josephinischen Reformen aufgrund der Lehrtätigkeit der Schwestern von der Auflösung verschont. Der Gebäudekomplex ging im Jahr 1900 in den Besitz des Franziskanerinnen-Institut der Schulschwestern zu Graz, heute Kongregation der Franziskanerinnen von der Unbefleckten Empfängnis, über, wobei die Ursulinen in den neu erbauten Konvent in die Leonhardstraße übersiedelten. Das 1699 fertiggestellte Benefiziatenhaus wurde ebenfalls 1900 abgebrochen. Die Dreifaltigkeitskirche blieb vor Veränderungen verschont.
Die Kirche ist heute der Pfarre Graz-Mariä Himmelfahrt (Franziskanerkirche) unterstellt, die von den Franziskanern betreut, und gehört zum Dekanat Graz-Mitte der Stadtkirche Graz.

## Architektur und Gestaltung
Die Kirche wurde im Stil des italienischen Barocks errichtet und entspricht dem Typus einer Wandpfeilerkirche (wie die Jesuitenkirche Il Gesù in Rom). Sie zeichnet sich jedoch durch einen Übergang von der welschen zur heimischen Bautradition aus und ist so ein typischer Vertreter des sogenannten Habsburgerbarock, einer Ausprägung des süddeutsch-österreichischen Barock. Die Frontfassade ist durch monumentale Säulen, ein Kranzgesims und einem Halbkreisgiebel mit seitlichen Voluten geprägt. Über dem Portal befindet sich einen Plastik des Erzengels Michael im Harnisch mit der Seelenwaage des Jüngsten Gerichts. In den seitlichen Nischen stehen die Statuen von Maria und Josef. Der Giebel wird von einer Darstellung der Heiligen Dreifaltigkeit dominiert, mit Gottvater und Jesus Christus im Mittelpunkt. Darüber wird der Heilige Geist in Form einer Taube aus Stuck gezeigt. Ein schlanker hölzerner Dachreiter mit einem Zwiebeldach schließt den Giebel auf der Murseite ab.
2018 wurde die Fassade der Kirche restauriert und dabei deren ursprüngliche, weiße Farbgebung wiederhergestellt.
Der Kircheninnenraum verfügt über eine einheitliche Barockausstattung. Der überwölbte Kirchenraum wird von Seitenkapellen mit Emporen begleitet. Der Hochaltar ist mit einer weiteren Darstellung der Dreifaltigkeit versehen. Zwischen den Säulen befinden sich Plastiken der vier Kirchenväter: Gregor der Große, Hieronymus, Ambrosius und Augustinus. Die kantige und damit für das Barock ungewöhnliche Kanzel wurde von der Fürstin von Eggenberg gestiftet. Das Schalldach wird von einer Halbfigur Gottvaters gekrönt. Am mittleren südseitigen Seitenaltar befindet sich ein Bild der heiligen Ursula, der Namensgeberin des Ursulinenordens.